# 3.ª etapa do Giro d'Italia de 2019
A 3.ª etapa do Giro d'Italia de 2019 decorreu em 13 de maio de 2019 entre Vinci e Orbetello sobre um percurso de 220 km e foi vencida ao sprint pelo ciclista Colombiano Fernando Gaviria da equipa UAE Emirates depois da desclassificação por sprint irregular do ciclista italiano Elia Viviani. O ciclista esloveno Primož Roglič da Jumbo-Visma conservou a Maglia Rosa.

## Classificação da etapa
| \| Classificação por etapas \| Classificação por etapas \| Classificação por etapas \| Classificação por etapas \| Classificação por etapas \| \| Ciclista \| Ciclista \| Equipe \| Tempo \| \| \| ------------------------ \| ------------------------ \| --------------------------- \| ------------------------ \| ------------------------ \| \| 1. \| Fernando Gaviria \| UAE Team Emirates \| 5h23m19s \| \| \| 2. \| Arnaud Démare \| Groupama-FDJ \| + 0s \| \| \| 3. \| Pascal Ackermann \| Bora-Hansgrohe \| + 0s \| \| \| 4. \| Matteo Moschetti \| Trek-Segafredo \| + 0s \| \| \| 5. \| Giacomo Nizzolo \| Dimension Data \| + 0s \| \| \| 6. \| Jakub Mareczko \| CCC Team \| + 0s \| \| \| 7. \| Davide Cimolai \| Israel Cycling Academy \| + 0s \| \| \| 8. \| Manuel Belletti \| Androni Giocattoli-Sidermec \| + 0s \| \| \| 9. \| Christian Knees \| Team Ineos \| + 0s \| \| \| 10. \| Sacha Modolo \| EF Education First \| + 0s \| \| |                  |                             |          |
| |                  |                             |          |
| Fonte: ProCyclingStats |                  |                             |          |
| Classificação por etapas |                  |                             |          |
| Ciclista | Ciclista         | Equipe                      | Tempo    |
| 1. | Fernando Gaviria | UAE Team Emirates           | 5h23m19s |
| 2. | Arnaud Démare    | Groupama-FDJ                | + 0s     |
| 3. | Pascal Ackermann | Bora-Hansgrohe              | + 0s     |
| 4. | Matteo Moschetti | Trek-Segafredo              | + 0s     |
| 5. | Giacomo Nizzolo  | Dimension Data              | + 0s     |
| 6. | Jakub Mareczko   | CCC Team                    | + 0s     |
| 7. | Davide Cimolai   | Israel Cycling Academy      | + 0s     |
| 8. | Manuel Belletti  | Androni Giocattoli-Sidermec | + 0s     |
| 9. | Christian Knees  | Team Ineos                  | + 0s     |
| 10. | Sacha Modolo     | EF Education First          | + 0s     |

## Classificações ao final da etapa

### Classificação geral(Maglia Rosa)
| \| Classificação geral \| Classificação geral \| Classificação geral \| Classificação geral \| Classificação geral \| \| Ciclista \| Ciclista \| Equipe \| Tempo \| \| \| ------------------- \| ------------------- \| ------------------- \| ------------------- \| ------------------- \| \| 1. \| Primož Roglič \| Team Jumbo-Visma \| 10h21m01s \| \| \| 2. \| Simon Yates \| Mitchelton-Scott \| + 19s \| \| \| 3. \| Vincenzo Nibali \| Bahrain-Merida \| + 23s \| \| \| 4. \| Miguel Ángel López \| Astana \| + 28s \| \| \| 5. \| Tom Dumoulin \| Team Sunweb \| + 28s \| \| \| 6. \| Rafał Majka \| Bora-Hansgrohe \| + 33s \| \| \| 7. \| Bauke Mollema \| Trek-Segafredo \| + 39s \| \| \| 8. \| Damiano Caruso \| Bahrain-Merida \| + 40s \| \| \| 9. \| Pello Bilbao \| Astana \| + 42s \| \| \| 10. \| Víctor de la Parte \| CCC Team \| + 45s \| \| |                    |                  |           |
| |                    |                  |           |
| Fonte: ProCyclingStats |                    |                  |           |
| Classificação geral |                    |                  |           |
| Ciclista | Ciclista           | Equipe           | Tempo     |
| 1. | Primož Roglič      | Team Jumbo-Visma | 10h21m01s |
| 2. | Simon Yates        | Mitchelton-Scott | + 19s     |
| 3. | Vincenzo Nibali    | Bahrain-Merida   | + 23s     |
| 4. | Miguel Ángel López | Astana           | + 28s     |
| 5. | Tom Dumoulin       | Team Sunweb      | + 28s     |
| 6. | Rafał Majka        | Bora-Hansgrohe   | + 33s     |
| 7. | Bauke Mollema      | Trek-Segafredo   | + 39s     |
| 8. | Damiano Caruso     | Bahrain-Merida   | + 40s     |
| 9. | Pello Bilbao       | Astana           | + 42s     |
| 10. | Víctor de la Parte | CCC Team         | + 45s     |

### Classificação por pontos(Maglia Ciclamino)
| Classificação por pontos | Classificação por pontos | Classificação por pontos | Classificação por pontos | Classificação por pontos |
| Ciclista                 | Ciclista                 | Equipe                   | Pontos                   |                          |
| ------------------------ | ------------------------ | ------------------------ | ------------------------ | ------------------------ |
| 1.                       | Fernando Gaviria         | UAE Team Emirates        | 58 pts                   |                          |
| 2.                       | Pascal Ackermann         | Bora-Hansgrohe           | 50 pts                   |                          |
| 3.                       | Arnaud Démare            | Groupama-FDJ             | 49 pts                   |                          |
| 4.                       | Elia Viviani             | Deceuninck-Quick Step    | 18 pts                   |                          |
| 5.                       | Matteo Moschetti         | Trek-Segafredo           | 18 pts                   |                          |
| 6.                       | Simon Yates              | Mitchelton-Scott         | 17 pts                   |                          |
| 7.                       | Primož Roglič            | Team Jumbo-Visma         | 15 pts                   |                          |
| 8.                       | Davide Cimolai           | Israel Cycling Academy   | 15 pts                   |                          |
| 9.                       | Giacomo Nizzolo          | Dimension Data           | 14 pts                   |                          |
| 10.                      | Miguel Ángel López       | Astana                   | 13 pts                   |                          |

### Classificação da montanha(Maglia Azzurra)
| Classificação da montanha | Classificação da montanha | Classificação da montanha   | Classificação da montanha | Classificação da montanha |
| Ciclista                  | Ciclista                  | Equipe                      | Pontos                    |                           |
| ------------------------- | ------------------------- | --------------------------- | ------------------------- | ------------------------- |
| 1.                        | Giulio Ciccone            | Trek-Segafredo              | 24 pts                    |                           |
| 2.                        | François Bidard           | AG2R La Mondiale            | 6 pts                     |                           |
| 3.                        | Primož Roglič             | Team Jumbo-Visma            | 4 pts                     |                           |
| 4.                        | Łukasz Owsian             | CCC Team                    | 3 pts                     |                           |
| 5.                        | Simon Yates               | Mitchelton-Scott            | 2 pts                     |                           |
| 6.                        | Koen Bouwman              | Team Jumbo-Visma            | 2 pts                     |                           |
| 7.                        | Rafał Majka               | Bora-Hansgrohe              | 1 pt                      |                           |
| 8.                        | Paul Martens              | Team Jumbo-Visma            | 1 pt                      |                           |
| 9.                        | Marco Frapporti           | Androni Giocattoli-Sidermec | 1 pt                      |                           |

### Classificação dos jovens(Maglia Bianca)
| Classificação dos jovens | Classificação dos jovens | Classificação dos jovens | Classificação dos jovens | Classificação dos jovens |
| Ciclista                 | Ciclista                 | Equipe                   | Tempo                    |                          |
| ------------------------ | ------------------------ | ------------------------ | ------------------------ | ------------------------ |
| 1.                       | Miguel Ángel López       | Astana                   | 10h21m29s                |                          |
| 2.                       | Hugh Carthy              | EF Education First       | + 19s                    |                          |
| 3.                       | Pavel Sivakov            | Team Ineos               | + 33s                    |                          |
| 4.                       | Ben O'Connor             | Dimension Data           | + 44s                    |                          |
| 5.                       | Robert Power             | Team Sunweb              | + 45s                    |                          |
| 6.                       | Fernando Gaviria         | UAE Team Emirates        | + 1m14s                  |                          |
| 7.                       | Nans Peters              | AG2R La Mondiale         | + 1m17s                  |                          |
| 8.                       | Pascal Ackermann         | Bora-Hansgrohe           | + 1m19s                  |                          |
| 9.                       | Sam Oomen                | Team Sunweb              | + 1m19s                  |                          |
| 10.                      | Valentin Madouas         | Groupama-FDJ             | + 1m24s                  |                          |

### Classificação por equipas"Super Team"
| Classificação por equipes | Classificação por equipes | Classificação por equipes | Classificação por equipes |
| Equipe                    | Equipe                    | Tempo                     |                           |
| ------------------------- | ------------------------- | ------------------------- | ------------------------- |
| 1.                        | Team Jumbo-Visma          | 31h04m44s                 |                           |
| 2.                        | Bahrain-Merida            | + 15s                     |                           |
| 3.                        | Astana                    | + 28s                     |                           |
| 4.                        | Mitchelton-Scott          | + 36s                     |                           |
| 5.                        | Bora-hansgrohe            | + 41s                     |                           |
| 6.                        | Team Sunweb               | + 54s                     |                           |
| 7.                        | Deceuninck-Quick Step     | + 1m01s                   |                           |
| 8.                        | EF Education First        | + 1m06s                   |                           |
| 9.                        | UAE Team Emirates         | + 1m16s                   |                           |
| 10.                       | Movistar Team             | + 1m40s                   |                           |

## Abandonos
Nenhum.